# Gouvernement Degryse
Communauté française de Belgique
Jeholet 
Le gouvernement Degryse est le gouvernement de la Communauté française de Belgique depuis le 16 juillet 2024, sous la 7e législature du Parlement.
Il est dirigé par la sociale-libérale Élisabeth Degryse et formé après les élections régionales du 9 juin 2024. Il se compose de six ministres, dont la cheffe du gouvernement.
Majoritaire au Parlement, il est constitué d'une coalition entre le Mouvement réformateur et Les Engagés.
Il succède au gouvernement Jeholet.

## Historique du mandat
Le gouvernement est dirigé par la nouvelle ministre-présidente sociale-libérale Élisabeth Degryse. Il est constitué d'une coalition entre le Mouvement réformateur (MR) et Les Engagés. Ensemble, ils disposent de 50 députés sur 94, soit 53,2 % des sièges du Parlement.
Il est formé à la suite des élections régionales du 9 juin 2024.
Il succède donc au gouvernement du libéral Pierre-Yves Jeholet, constitué d'une entente entre le Parti socialiste (PS), le Mouvement réformateur et Ecolo.

### Formation
Le 11 juillet 2024, les présidents du Mouvement réformateur Georges-Louis Bouchez et des Engagés Maxime Prévot présentent leurs deux accords de coalition pour les gouvernements de la Région wallonne et de la Communauté française. Les accords sont ratifiés par chacun des deux partis à la quasi-unanimité deux jours plus tard.
Les Engagés désignent le 14 juillet la députée fédérale bruxelloise Élisabeth Degryse comme ministre-présidente. À cette occasion, les deux partis présentent un nouveau casting ministériel de six ministres, quatre femmes et deux hommes : leur première proposition avec quatre femmes uniquement était contraire aux dispositions de la Constitution en matière de parité. Les six ministres prêtent serment devant le Parlement et entrent en fonction le 16 juillet.

## Composition
| Fonction | Titulaire | Titulaire                 | Titulaire          | Parti       |
| --- | --------- | ------------------------- | ------------------ | ----------- |
| Ministre-présidente Ministre du Budget, de l'Enseignement supérieur, de la Culture et des Relations internationales et intra-francophones |           | Élisabeth Degryse en 2025 | Élisabeth Degryse  | Les Engagés |
| Première Vice-présidente Ministre de l'Éducation et de l'Enseignement de promotion sociale                                                |           | Valérie Glatigny          | Valérie Glatigny   | MR          |
| Vice-présidente Ministre de l'Enfance, de la Jeunesse, de l'Aide à la jeunesse et des Maisons de Justice                                  |           | Valérie Lescrenier        | Valérie Lescrenier | Les Engagés |
| Ministre des Sports, de la Fonction publique, de la Simplification administrative et des Médias                                           |           | Jacqueline Galant         | Jacqueline Galant  | MR          |
| Ministre de la Recherche |           | Adrien Dolimont           | Adrien Dolimont    | MR          |
| Ministre de la Santé, des Droits des femmes et de l'Égalité des chances                                                                   |           | Yves Coppieters           | Yves Coppieters    | Les Engagés |